# PRINCESS WALTZ
《PRINCESS WALTZ》是由Will公司的旗下遊戲品牌PULLTOP於2006年4月28日發售的日本成人遊戲。

## 概要
本作是描寫圍繞爭奪成為異世界「ELDHILAND」為中心的大國「七央（SEVEN CENTRAL）」王子訂婚的王后席位，六個國家的公主以作為爭奪戰的ELDHILAND的一大儀式「PRNICESS WALTZ」，和被牽連入事件中的現實世界少年體驗到的戀愛和戰鬥的故事。
遊戲內容分為透過跟登場角色們溝通而發展出故事的ADV線和與公主們一起戰鬥的SLG線兩個部份。雖然會因應主要的ADV線部份選擇的分歧而使部份的段落內容和事件產生變化，但故事的主線只有一個，而結局也只有一種。

## 故事
主角深森新過著與母親、姊姊和身邊的朋友們一起，平凡而又充實的日子。某日，他的班裏來了一位外國轉校來的留學生CHRIS NORTHFIELD，由於端正的外貌和文雅的舉止不久就成為了受歡迎人物。
學生們爽快而熱情地迎來不習慣學校生活的他，亦與新很自然地成了好友。有一日，新意外地拾到了CHRIS掉失的「戒指」，由於好奇而戴在手指上。由於這個契機，新被牽進了異世界公主的戰鬥「PRINCESS WALTZ」，最終得知自己出生的秘密，還有PRINCESS WALTZ隱藏著的真相。

## 登場角色

### 主角
深森 新（聲：無）
本編的男主角。
性格開朗，耿直的熱血男兒。性格雖亦受姊姊的影響而有很強的正義感，對於正感煩惱的人無法置之不理；但有點頭腦簡單，也有很孩子氣的一面。與母親、姊姊三人一起居住，但實際上與她們二人沒血緣關係。本人是知道這個事實，但還能結下比任何普通家庭更深厚的感情。
由於在好奇心驅使之下戴上了CHRIS丟失了的「戒指」，而被牽連到異世界的戰鬥「PRINCESS WALTZ」之中。
克里斯·诺斯菲尔德（CHRIS NORTHFIELD，聲：澤井春香）
本編的男主角，本作的第一女主角。
他的真正身份是位於異世界ELDHILAND中心的大國「七央（SEVEN CENTRAL）」的王子。故事開始時是作為來到新學校上學的海外來的轉校生。經常態度堅定，不乏具風度的舉止，對女生溫柔而對男生又沒架子，就如畫中繪畫出來的「王子大人」一樣。但是在疏怱的伙伴面前，也可看到大聲叱責又驚慌失措那樣與年紀相應的一面。本性是太過認真又剛直的性格。
從小就開始被當作「王子」一樣培育成人，雖然本人也如此當著王子但實際上是女性。由於七央王族本來是不可能出生女兒的，因此為了隱藏真相而與外界隔絕下成長。雖為了某種目的而假裝身分與姿態，決定作為ELDHI國的劍之公主「IRIS」來參加PRINCESS WALTZ，隨著故事的發展後來竟以「戒指」的力量與新合身，一起參加戰鬥。

### 公主
安洁拉·威克托瓦鲁·布兰蒂恩（ANGELA VICTOIRE BLENDIN）
参战PRINCESS WALTZ的公主之一。
出身于契约之民的国家、アグニス。被称为『龙之公主』。
性格是盛气凌人的臭美大小姐类型。举止很优雅。自尊心自然而然地很高。
有着陶醉于自己的强大的倾向。语调充满挑拨性。 
式神樂 清白（聲：柳井流海）
シホウ自豪的『大地公主』。参加PRINCESS WALTZ的公主之一。
因为シホウ的文化样式接近中世纪的日本，礼服是和风式的。
超级深闺千金，完全没有市侩性。
没有被包括父亲在内的任何男性碰触到过。
有资格碰触清白的只有七央城的王子。因此，对男性没有免疫力。 
莉莉安娜·露·露·宫斯塔（LILIANA R R GUENTHER，聲：鷹月櫻）
海洋国家レンスタンツァ的『暴风公主』。参加PRINCESS WALTZ的公主之一。爱称是ルンルン。
情绪高涨，信奉享乐主义，很来劲的类型。信条是「华丽地享受战斗乐趣」。
对PRINCESS WALTZ超级认真。纯粹地梦想着和白马王子结婚。 
莉泽尔·罕泽尔（LIESEL HANSEL）
锻造之国パルミード的『钢铁公主』。
参加PRINCESS WALTZ的公主之一。为了证明自己的礼服是最强的而战斗。
因为不熟悉锻造以外的话题，不擅长和职人同伴们以外的人打交道。 
伊丽丝（IRIS，聲：澤井春香）
佣兵国家ソルディア的『剑之公主』。除此以外的情报完全不明。

### 深森家
深森 靜（聲：三咲里奈）
收养新抚养他长大的大婶（深森七重）的女儿。
从小时候开始与新一起生活，虽然没有血缘关系，和新就像亲姐弟一样。
对新来说不只是武道上，也是生活上所有方面的恩师。 
深森 七重（聲：大福子）
收养新抚养他长大的大婶。

### ELDHILAND相關
APRIL（聲：如月葵）
PIGEON
CROW
KIJE（聲：一色光）
ELDHI（聲：無）

### 學校的朋友
野野宮 和香
新的青梅竹马。出生成长于这边世界的极其普通的女孩子。爱称是「のの」。
有点爱追时髦、恋上恋爱的年龄。
性格温和开朗。 
館山 和子
杉本 一博（聲：皇帝）
金田 理子
新井 宏美
西本 悠希（聲：如月葵）
鈴木 惠子

## PRINCESS WALTZ

### 概要
PRINCESS WALTZ是決定成為跟主角新等人所住的現實世界不同的次元，異世界「ELDHILAND」的中心「七央」王子的王后而戰的一大儀式。
ELDHILAND中除七央外還存在有6個國家，而WALTZ的參加者是分別代表各國的6位公主。WALTZ中勝出的公主會成為七央的王妃，而出了王紀的國家在ELDHILAND的政治上也變得有特別的發言權。儀式是在執掌管理和進行儀式的「裁定者」的監督之下，嚴格遵從定下來的規則（PRINCESS WALTZ憲章）來進行。
還有，ELDHILAND包括在本編中成為舞台的現實世界在內，有著聯繫著幾千個異世界的叫做「森之門」的地方，會反覆地選擇異世界作為WALTZ的舞台。

### 基本規則
WALTZ在原則上是裁定者出席的情況下，公主之間以一對一決鬥進行（憲章第四條、第九條）。參加WALTZ的公主們各自可任意地預約決鬥，被挑戰的一方原則上是不可以拒絕那場決鬥。但是，決鬥的日期、時間和地點都是由被挑戰的一方決定（第七條）。決鬥的時候，各國的公主們穿著可讓能力大幅上升的「禮服」。禮服是由各國的王家代代相傳下來，也是象徵著國家的穿著。跟禮服一樣公主要控制身上戴著冕狀頭飾，以這個「冕狀頭飾」的損壞來決定勝負（第十一條）。落敗的公主會失去以後的參加資格，被送回ELDHILAND。最後剩下來的一位即成為最終的勝利者。

## ELDHILAND
王子CHRIS和女主角們的故鄉所在的「異世界」，由六個王國和統轄這六個國家的「七央」的領地組成。在ELDHILAND世界的人會稱呼新所住的世界為「異界」。

### 国家
七央（SEVEN CENTRAL）
SOLDIA
AGNIS
SHIHOU
RENSTANZA
BALMIED
WISLEY

## 主題曲
- 片頭曲：「dissonant chord」（不協和和弦）
  - 作詞：kanoko　作曲、編曲：上松範康　歌：NANA
- 片尾曲1：「月下の邂逅」（月下的邂逅）
  - 作詞：外山堅　作曲、編曲：石川直人　歌：月子
- 片尾曲2：「Dawn walker」（破曉時的漫步者）
  - 作詞：kanoko　作曲、編曲：藤田淳平　歌：NANA

## 漫畫
曾在「Comp Ace」（角川書店）Vol. 10-13連載，作畫是，連載已完結。

## 外部連結
- 遊戲官方網站（页面存档备份，存于） （日語）